# Emil Firnrohr
Emil Firnrohr (* 9. Januar 1881; † 20. April 1968) war ein deutscher Kunstmaler und Fußballspieler.

## Fußball

### Karriere
Firnrohr gehörte von Dezember 1897 bis Juni 1900 dem Freiburger FC an. An der ersten vom Verband Süddeutscher Fußball-Vereine ausgetragenen Süddeutschen Meisterschaft 1898/99 nahm sein Verein teil. Im Finale am 8. Januar 1899, beim 6:1-Sieg über den 1. FC Pforzheim, kam er jedoch nicht zum Einsatz. Im Jahr darauf fand das Finale gegen den Straßburger FV nicht statt. Danach schloss er sich dem Karlsruher FC Phönix an, für den er bis Juni 1901 aktiv gewesen war. Von 1901 bis 1902 hat er dann für die Frankfurter FC 1899 Kickers gespielt, mit denen er bei der vierten Austragung der Süddeutschen Meisterschaft am 1. Dezember 1901 dem 1. Hanauer FC 93 mit 1:5 in der 1. Runde unterlegen war.
Danach war er nach Karlsruhe zurückgekehrt und hatte erneut – und elf Jahre lang – für den Karlsruher FC Phönix gespielt, der im Jahr 1912 mit dem FC Alemannia Karlsruhe fusioniert, sich den Namen Karlsruher FC Phönix-Alemannia gegeben hatte. In der Region Schwaben, Baden und Elsass, als Vorrunde zur fünften Endrunde um die Süddeutsche Meisterschaft 1902/03, scheiterte sein Verein am 9. November 1902 mit 0:2 am Karlsruher FV in der 2. Runde. Von 1903 bis 1908 hatte er dann im Gau Mittelbaden, und von 1908 bis 1913 im Südkreis, einem von vier regionalen Kreisen, gespielt. Mit der Südkreismeisterschaft im Jahr 1909 war sein Verein für die Endrunde um die Süddeutsche Meisterschaft qualifiziert; dort setzte sich der Verein gegenüber den anderen drei Kreismeistern durch und gewann auch die Süddeutsche Meisterschaft. Der Siegeszug endete am 30. Mai 1909 auf dem Sportplatz Kleinburg, der Spielstätte des SC Schlesien Breslau, mit dem Gewinn der Deutschen Meisterschaft – der bis heute einzigen. Im Finale vor 1500 Zuschauern wurde der Berliner TuFC Viktoria 89 mit 4:2 bezwungen; Firnrohr wurde in den Endrundenspielen jedoch nicht eingesetzt. Erst am 1. Mai 1910 kam er für seine  Mannschaft, die als Titelverteidiger an der Meisterschaftsendrunde teilnahm, zu seinem einzigen Endrundenspiel – 20 Minuten vor dem Ende war er jedoch mit einer Verletzung am Meniskus ausgefallen. Die Halbfinalbegegnung mit dem Karlsruher FV auf dem KFV-Platz an der Telegrafenkaserne wurde mit 1:2 verloren, wie auch zuvor das Entscheidungsspiel um die Süddeutsche Meisterschaft, nachdem beide Mannschaften dieselbe Punktzahl erreicht hatten. Zuvor noch Fünft- und Viertplatzierter, konnte er in seiner letzten Saison mit seiner Mannschaft den Abstieg als Vorletzter des Südkreises 1912/13 knapp abwenden.

### Erfolge
Karlsruher FC Phönix
- Deutscher Meister 1909 (ohne Einsatz)
- Süddeutscher Meister 1909
- Südkreismeister 1909

Freiburger FC
- Süddeutscher Meister 1899 (ohne Einsatz)